# 国家行政組織法
国家行政組織法（こっかぎょうせいそしきほう、昭和23年7月10日法律第120号）は、日本の行政機関の設置、組織に関する日本の法律である。
1948年（昭和23年）7月10日に公布された。
総務省行政管理局調査法制課および内閣官房内閣人事局が共同で所管している。

## 概説
日本の行政機関の大半は、国家行政組織法第1条に規定する「内閣の統轄の下における行政機関」として各種の設置法が制定され、設置されている。従って、内閣から独立している会計検査院、内閣自体に置かれているため「統轄の下における行政機関」に該当しない内閣官房、内閣法制局及び国家安全保障会議等の会議、特に国家公務員法第4条第4項の規定により適用されないとしている人事院、並びに国家行政組織法第1条において除外する内閣府及びデジタル庁、復興庁設置法附則第3条により変更適用する国家行政組織法第1条において除外する復興庁は、国家行政組織法の適用を受けない。これらの官庁は、他の省庁より位置づけが高いとされることがあるが、官庁の位置づけについて法律上は格上、格下の概念はない。建制順に基づいて省を並べるときは、本法別表第一に挙げられている順序によるとされている。
各省の組織について、内部部局、審議会等、施設等機関、特別の機関、地方支分部局、外局などの細分化を定めるが、実際に具体的名称（「総務省」など）を列挙して定義しているのは省そのものと外局に限られ、前述の内部部局から地方支分部局までの各組織細目の名称等は、各省設置法、その下位命令（政令、省令など）が規定する。

## 構成
- 1条（目的）
- 2条（組織の構成）
- 3・4条（行政機関の設置、廃止、任務および所掌事務）
- 5条・6条（行政機関の長）
- 7条（内部部局）
- 8条（審議会等）
- 8条の2（施設等機関）
- 8条の3（特別の機関）
- 9条（地方支分部局）
- 10 - 15条（行政機関の長の権限）
- 16条（副大臣）
- 17条（大臣政務官）
- 17条の2（大臣補佐官）
- 18条（事務次官および庁の次長等）
- 19条（秘書官）
- 20条（官房および局の所掌に属しない事務をつかさどる職等）
- 21条（内部部局の職）
- 22条（現業の行政機関に関する特例）
- 23条（官房および局の数）
- 24条（組織上の職名）
- 25条（国会への報告等）
- 附則
- 別表1（3条関係）
- 別表2（7条関係）
- 別表3（16・17条関係）